# Екзоастероїд
Екзоастероїд (або екзо-астероїд, позасонячний астероїд) — це астероїд, який знаходиться за межами Сонячної системи. Це невелике кам'янисте тіло, що обертається навколо зорі, відмінної від Сонця. Хоча існування екзоастероїдів давно передбачалося теоретично, їхнє виявлення є складним завданням. Причина цього — їх малі розміри та слабке світлове випромінювання, яке практично неможливо зафіксувати безпосередньо. Проте сучасні методи спостережень, зокрема аналіз спектрів зоряного світла, дозволяють знаходити непрямі докази існування цих об'єктів.

## Докази існування екзоастероїдів

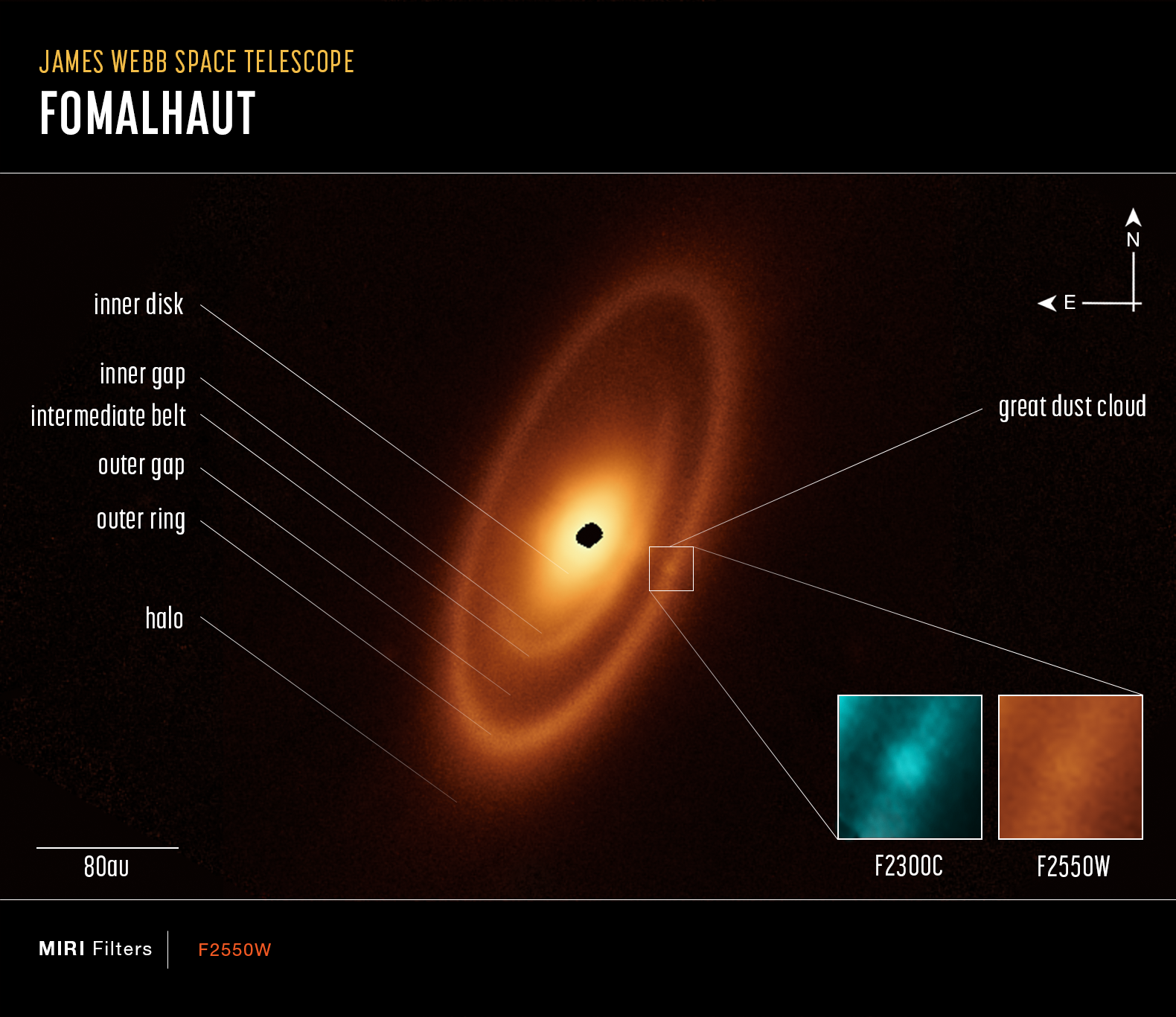
Пояси екзоастероїдів навколо зорі Фомальгаут (Космічний телескоп Джеймса Вебба; 8 травня 2023 року)

Вчені вважають, що екозастероїди можуть утворюватися внаслідок руйнування екзопланет під впливом гравітації газових гігантів. В цьому процесі великі планети, схожі на Юпітер чи Сатурн, можуть взаємодіяти з меншими об'єктами, такими як астероїди, і спричиняти їхнє руйнування. Тіло, яке пережило руйнування своєї материнської планети, стає екзоастероїдом, що обертається навколо іншої зорі. Подібні процеси, ймовірно, відбувалися і під час формування Сонячної системи, коли великі газові гіганти змушували менші об'єкти залишати свої орбіти або руйнували їх. Дослідження НАСА підтверджують, що астероїдні пояси є поширеним явищем у багатьох зоряних системах, де існують планети, подібні за розмірами до зовнішніх і внутрішніх планет Сонячної системи. Зокрема, спостереження за іншими планетними системами, що мають планети з масами схожими на наші Юпітер або Сатурн, показують наявність об'єктів, які можуть бути астероїдами або уламками планет, зруйнованих гравітацією. Це свідчить про те, що екзоастероїди можуть бути звичайним компонентом планетарних систем, подібних до нашої.

## Історія
У грудні 1988 року американські астрофізики Бенжамін Закерман та Ерік Беклін виявили значний навколозоряний диск, що оточує білу карликову зорю G 29-38. Вони зробили це в рамках інфрачервоного дослідження 200 білих карликів. Після цього Закерман і Беклін провели додаткові дослідження цієї зорі та виявили, що диск має помітне випромінення в діапазоні 2–5 мікрометрів. Це випромінювання може свідчити про можливі взаємодії між екзоастероїдами та випроміненням, що спричиняють їх викид у космос. Подальші спостереження в 2004 році за допомогою космічного телескопа Спітцера виявили навколо G 29-38 хмару пилу. Це явище є наслідком руйнування екзокомети або екзоастероїда в результаті взаємодії з білим карликом. Зруйновані об'єкти можуть залишати пилові сліди, які розсіюються навколо зорі, що є свідченням існування екзоастероїдів в інших зоряних системах.
Одна з цікавих зір, що має астероїдний пояс, — це біла карликова зоря WD 0145+234. Є гіпотеза, що колись навколо цієї зорі обертався екзоастероїд або навіть екзопланета, яка з часом була зруйнована. Це призвело до утворення великого астероїдного поясу, що оточує зорю Оскільки WD 0145+234 має невеликі розміри, її гравітація дуже сильна, що сприяє активному процесу руйнування астероїдів. Ці астероїди, потрапляючи в зону впливу зорі, розпадаються під дією гравітаційного поля. У 2018 році астрономи виявили, що інфрачервоне випромінювання зорі збільшилося на 10 %. Це сталося через те, що один з астероїдів був знищений. У результаті утворилася хмара металевого пилу, що частково закрила видимість зорі, ускладнивши її спостереження з Землі.

## Виявлення

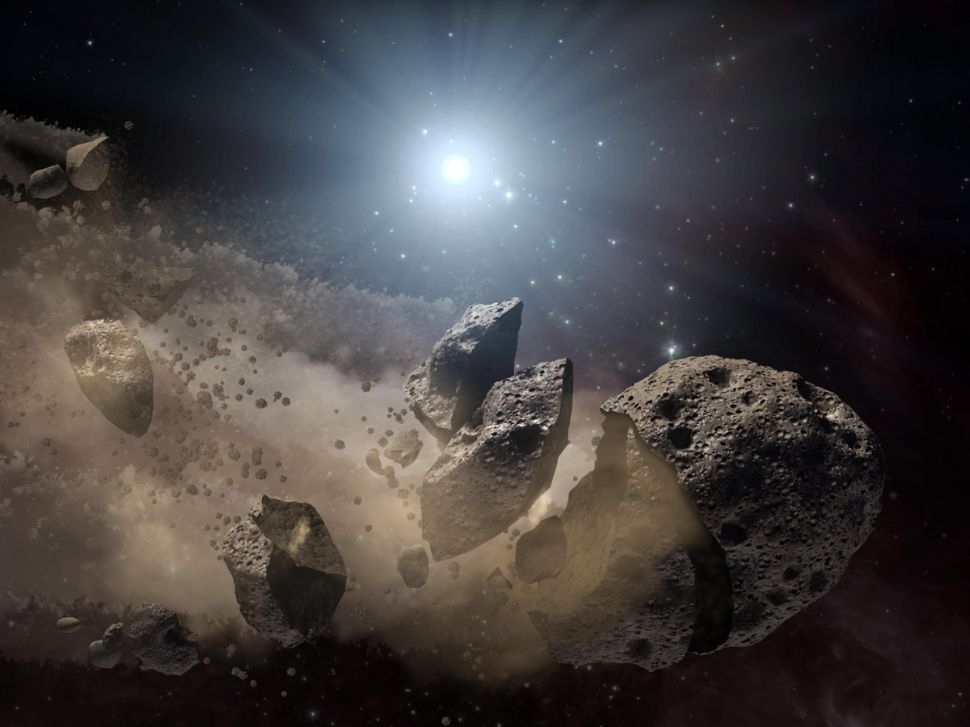
Концепція художника про екзоастероїд, який руйнується завдяки своїй зорі

У 2013 році астрономи виявили фрагментовані залишки екзоастероїда, що обертається навколо зорі GD 61. Встановлено, що астероїд мав поверхню, багату на воду, яка становила близько 26 % його маси, що за складом нагадує поверхневу воду, в основному у вигляді льоду, яку знаходять на карликовій планеті Церера. Це свідчить, що в минулому навколо цієї зорі могла існувати екзопланета з рідкою водою. Вважається, що астероїд був знищений через взаємодії з його зорею. Після цього відкриття вчені використали спектрограф Cosmic Origins на телескопі «Габбл», щоб дослідити хімічний склад астероїда. Аналіз показав наявність магнію, кремнію, заліза та кисню у воді на поверхні астероїда.